# 241418 Darmstadt
241418 Darmstadt è un asteroide della fascia principale. Scoperto nel 2008, presenta un'orbita caratterizzata da un semiasse maggiore pari a 3,0691160 UA e da un'eccentricità di 0,1719925, inclinata di 12,90246° rispetto all'eclittica.
Dal 26 luglio al 23 settembre 2010, quando 243536 Mannheim ricevette la denominazione ufficiale, è stato l'asteroide denominato con il più alto numero ordinale. Prima della sua denominazione, il primato era di 233967 Vierkant.
L'asteroide è dedicato all'omonima città tedesca.